# 仙山號列車

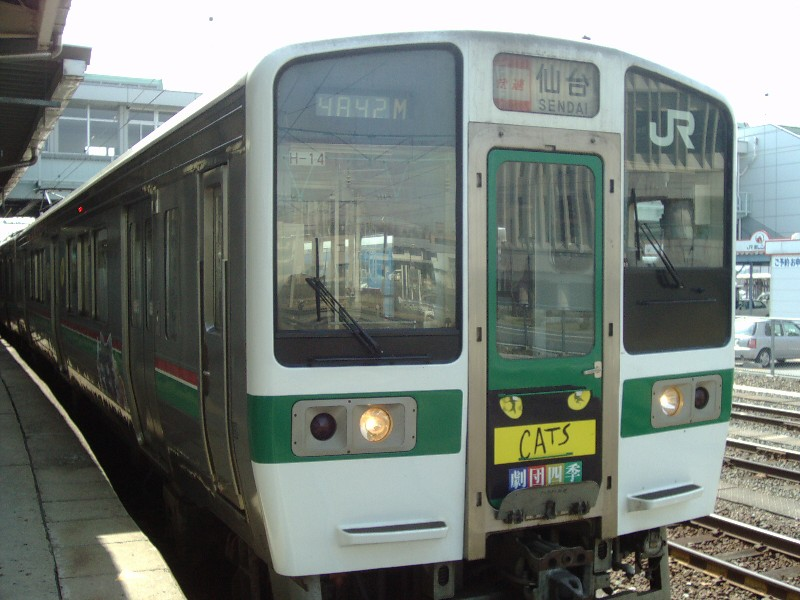
719系 快速「仙山」

仙山（日语：／）號列車是由日本國有鐵道（國鐵）、東日本旅客鐵道（JR東日本）營運，行走於仙台至山形之間的急行列車和快速列車。途經仙山線和奧羽本線。列車愛稱取自列車起終點所在地仙台市和山形市。
在星期六及假日設有姊妹列車「假日仙山」。在2004年10月16日時間表修正中，仙台分社管轄範圍內的快速列車進行重組，使定期列車的愛稱「仙山」和「假日仙山」被廢除。但是在紅葉季節時行走的臨時列車「仙山紅葉」截至2021年還設有愛稱。

## 歷史
- 1963年（昭和38年）10月：開設行走於仙台至山形、上之山（現時：上之山溫泉）之間的準急列車。
- 1968年（昭和43年）10月：所有準急列車升級至急行列車。
- 1982年（昭和57年）11月15日：急行列車降級為「快速列車」。
- 1985年（昭和60年）3月：開設行走於仙台至山形之間的不停站班次，列車類別為特別快速，共有1個往返班次。
- 1986年（昭和61年）11月：部分列車班次延長至上之山。
- 1990年（平成2年）9月：隨著建設山形新幹線，使奧羽本線暫停服務，為了提供連接東北新幹線的服務，開設於新庄到發列車班次。
- 1992年（平成4年）11月2日：奧羽本線福島至山形之間隨著改用標準軌，當日以後，廢除於上之山到發的列車班次。
- 1998年（平成10年）12月：仙山之間的不停站特別快速班次加停北仙台和山寺。隨著進行山形新幹線延伸至新庄工程，所有班次只行走於仙台至山形之間。
- 2001年（平成13年）4月1日：隨著仙山線開設星期日及假日時間表，在星期日及假日時間表中的特別快速和快速加入愛稱「假日仙山」。
- 2003年（平成15年）10月：特別快速廢除。
- 2004年（平成16年）10月：隨著仙山線取消星期日及假日時間表，快速「假日仙山」被廢除。而平日的「仙山」這個愛稱也廢除[1]。

## 運行概況

### 使用車輛
- 455、457系（日语：国鉄457系電車）
- 719系

### 停車站
以下只記述一些停車站組合。
- 急行「仙山」、「朝日」→「紅花」、「月山」：仙台站 - 北仙台站 - 愛子站 - 作並站 - 山寺站 - 北山形站 -山形站（平均需時71 - 75分鐘）
- 特別快速（開始營運時）：仙台 - 山形（平均需時51分）
- 特別快速（1998年〈平成10年〉以降）：仙台 - 北仙台 - 山寺 -山形（平均需時57分）
- 快速　仙台 - 北仙台 - 愛子 - 作並 - 山寺 - 北山形 - 山形（平均需時65 - 70分）

截至1988年（昭和63年）3月13日時間表修正時的停車站組合
- 圖例…●：停車站，ー：通過站
- 不包括臨時停車。
- 1個往返班次駛入至奧羽本線上之山站（現時：上之山溫泉站）。
- 「※西仙台站」＝西仙台高原站
- 北上之山站…即現時的茂吉紀念館前站
- 東照宮站、東北福祉大前站和葛岡站在當時未啟用

| 運行班次數目 | 仙台站 | 北仙台站 | 北山站 | 國見站 | 陸前落合站 | 愛子站 | 陸前白澤站 | 熊根站 | ※西仙台站 | 作並站 | 八森站 | 奧新川站 | 面白山高原站 | 山寺站 | 高瀨站 | 楯山站 | 羽前千歲站 | 北山形站 | 山形站 | 藏王站 | 北上之山站 | 上之山站 |
| ------------ | ------ | -------- | ------ | ------ | ---------- | ------ | ---------- | ------ | --------- | ------ | ------ | -------- | ------------ | ------ | ------ | ------ | ---------- | -------- | ------ | ------ | ---------- | -------- |
| 1個往返班次  | ●      | －       | －     | －     | －         | －     | －         | －     | －        | －     | －     | －       | －           | －     | －     | －     | －         | －       | ●      |        |            |          |
| 1個往返班次  | ●      | ●        | －     | －     | －         | ●      | －         | －     | －        | ●      | －     | －       | －           | ●      | －     | －     | －         | ●        | ●      | ●      | －         | ●        |
| 5個往返班次  | ●      | ●        | －     | －     | －         | ●      | －         | －     | －        | ●      | －     | －       | －           | ●      | －     | －     | －         | ●        | ●      |        |            |          |
| 1個往返班次  | ●      | ●        | ●      | ●      | ●          | ●      | ●          | ●      | －        | ●      | －     | －       | －           | ●      | －     | －     | －         | ●        | ●      |        |            |          |

截至2002年（平成14年）的停車站組合
- 圖例…●：停車站，▲：部分列車停站，ー：通過站
- 「※西仙台站」＝西仙台高原站
- 東北福祉大前站在當時未啟用

| 種別     | 仙台站 | 東照宮站 | 北仙台站 | 北山站 | 國見站 | 葛岡站 | 陸前落合站 | 愛子站 | 陸前白澤站 | 熊根站 | ※西仙台站 | 作並站 | 八森站 | 奧新川站 | 面白山高原站 | 山寺站 | 高瀨站 | 楯山站 | 羽前千歲站 | 北山形站 | 山形站 |
| -------- | ------ | -------- | -------- | ------ | ------ | ------ | ---------- | ------ | ---------- | ------ | --------- | ------ | ------ | -------- | ------------ | ------ | ------ | ------ | ---------- | -------- | ------ |
| 特別快速 | ●      | －       | ●        | －     | －     | －     | －         | －     | －         | －     | －        | －     | －     | －       | －           | ●      | －     | －     | －         | －       | ●      |
| 快速     | ●      | －       | ●        | －     | －     | －     | ●          | ●      | ▲          | ▲      | －        | ●      | －     | －       | ▲            | ●      | －     | －     | －         | ●        | ●      |
| 快速     | ●      | －       | ●        | －     | －     | －     | ●          | ●      | ▲          | ▲      | －        | ●      | ▲      | ●        | ▲            | ●      | ●      | ●      | ●          | ●        | ●      |
| 快速     | ●      | ●        | ●        | ●      | ●      | ●      | ●          | ●      | ●          | ●      | －        | ●      | －     | －       | －           | ●      | －     | －     | －         | ●        | ●      |

## 注腳